# Риверс, Остин
Остин Джеймс Риверс (англ. Austin James Rivers; род. 1 августа 1992, Санта-Моника, Калифорния) — американский профессиональный баскетболист. Был удостоен многочисленных наград во время учёбы в старшей школе Уинтер-Парка, в том числе призов Джеймса Нейсмита и USA Today лучшему игроку среди старшеклассников. В 2011 году он поступил в университет Дьюка и в течение одного сезона выступал за студенческую команду «Дьюк Блю Девилз». Был выбран на драфте НБА 2012 года в первом раунде под общим 10-м номером командой «Нью-Орлеан Хорнетс».
Является сыном известного баскетболиста и тренера Дока Риверса. Его старший брат Джеремайя также был профессиональным баскетболистом, выступал в прошлом за сербский клуб «Мега Визура» и команду Лиги развития НБА «Мэн Ред Клоз».

## Старшая школа
Остин Риверс учился в старшей школе Уинтер-Парка из пригорода Орландо. В 2010 году он помог школьной команде выиграть баскетбольный чемпионат штата. В том же году он в составе сборной США среди юношей до 18 лет выиграл чемпионат Америки и, набрав 35 очков в игре со сборной Канады, установил рекорд результативности для игроков молодёжной американской сборной в одной игре. В 2011 году Риверс привёл школьную команду ко второму титулу чемпиона штата. В финальной игре против школы доктора Филлипса он набрал 25 очков, сделал 11 подборов и 4 перехвата. По итогам сезона Риверс получил призы Нейсмита и USA Today лучшему игроку среди школьников, был включён в символические сборные на уровне штата и общенациональном уровне и стал финалистом конкурса за звание Мистер баскетбол США. В том же году Риверс в составе молодёжной сборной США выиграл традиционный ежегодный турнир Nike Hoop Summit. Риверс входил в число самых перспективных выпускников 2011 года, он получил первое место в рейтинге сайта Rivals.com и третьи места в рейтингах ESPN и Scout.com.

## Университет
Поскольку Риверс был одним из самых перспективных выпускников 2011 года, процесс выбора им колледжа широко освещался различными спортивными СМИ. 30 сентября 2010 года он объявил, что после окончания школы будет поступать в Университет Дьюка. Также Риверс рассматривал предложения от Канзасского университета и Университета Северной Каролины.
В августе 2011 года Риверс в составе баскетбольной команды Университет Дьюка участвовал в показательных играх в Китае и Катаре. В студенческом сезоне 2011/2012 Риверс сыграл 34 игры, из которых 33 в стартовой пятёрке. Набирая 15,5 очков в среднем за игру, он лидировал в команде по этому показателю. Риверс стал лишь третьим первокурсником в истории университетской команды, кому удавалось стать лидером по набранным очкам. Команда Университета Дьюка заняла второе место в регулярном сезоне конференции ACC, но в серии плей-офф выступила неудачно — в полуфинале чемпионата конференции уступила команде Университета штата Флорида, а в турнире НАСС проиграла Лехайскому университету в первом матче.
26 марта 2012 года Риверс объявил о том, что он выставит свою кандидатуру на драфт НБА 2012 года.

## НБА
28 июня 2012 года Остин был выбран под 10-м номером на драфте НБА 2012 года командой «Нью-Орлеан Хорнетс».
12 января 2015 года Риверс был обменян в «Бостон Селтикс» в результате трёхсторонней сделки с участием «Пеликанс» и «Мемфис Гриззлис». Через три дня он, не успев сыграть за «Селтикс» ни одного матча, перешёл в «Лос-Анджелес Клипперс» в результате трёхстороннего обмена с участием «Финикс Санз». 16 января 2015 года он дебютировал в составе «Клипперс», став первым в истории НБА баскетболистом, играющим в команде, тренером которой является его отец. 13 июля 2015 года Риверс подписал с «Лос-Анджелес Клипперс» новый двухлетний контракт на сумму 6,4 млн долларов. Игрок имеет право досрочно прекратить контракт после первого года.
20 апреля 2021 года Риверс подписал десятидневный контракт с «Денвер Наггетс» после травмы, полученной в конце сезона Джамалом Мюрреем. Через 10 дней с ним заключили полноценное соглашение до конца сезона.
14 июля 2022 года Риверс подписал однолетний контракт с клубом «Миннесота Тимбервулвз».

## Статистика

### Статистика в НБА
| Сезон   | Команда    | Регулярный сезон | Регулярный сезон          | Регулярный сезон         | Регулярный сезон         | Регулярный сезон                      | Регулярный сезон                   | Регулярный сезон            | Регулярный сезон           | Регулярный сезон              | Регулярный сезон              | Регулярный сезон         | Серия плей-офф  | Серия плей-офф            | Серия плей-офф           | Серия плей-офф           | Серия плей-офф                        | Серия плей-офф                     | Серия плей-офф              | Серия плей-офф             | Серия плей-офф                | Серия плей-офф                | Серия плей-офф           |
| Сезон   | Команда    | Сыгранные матчи  | Матчи в стартовой пятёрке | Количество минут за игру | Процент попаданий с игры | Процент попадания трёхочковых бросков | Процент попадания штрафных бросков | Количество подборов за игру | Количество передач за игру | Количество перехватов за игру | Количество блок-шотов за игру | Количество очков за игру | Сыгранные матчи | Матчи в стартовой пятёрке | Количество минут за игру | Процент попаданий с игры | Процент попадания трёхочковых бросков | Процент попадания штрафных бросков | Количество подборов за игру | Количество передач за игру | Количество перехватов за игру | Количество блок-шотов за игру | Количество очков за игру |
| ------- | ---------- | ---------------- | ------------------------- | ------------------------ | ------------------------ | ------------------------------------- | ---------------------------------- | --------------------------- | -------------------------- | ----------------------------- | ----------------------------- | ------------------------ | --------------- | ------------------------- | ------------------------ | ------------------------ | ------------------------------------- | ---------------------------------- | --------------------------- | -------------------------- | ----------------------------- | ----------------------------- | ------------------------ |
| 2012/13 | Нью-Орлеан | 61               | 26                        | 23,2                     | 37,2                     | 32,6                                  | 54,6                               | 1,8                         | 2,1                        | 0,4                           | 0,1                           | 6,2                      | Не участвовал   | Не участвовал             | Не участвовал            | Не участвовал            | Не участвовал                         | Не участвовал                      | Не участвовал               | Не участвовал              | Не участвовал                 | Не участвовал                 | Не участвовал            |
| 2013/14 | Нью-Орлеан | 69               | 4                         | 19,4                     | 40,5                     | 36,4                                  | 63,6                               | 1,9                         | 2,3                        | 0,7                           | 0,1                           | 7,7                      | Не участвовал   | Не участвовал             | Не участвовал            | Не участвовал            | Не участвовал                         | Не участвовал                      | Не участвовал               | Не участвовал              | Не участвовал                 | Не участвовал                 | Не участвовал            |
| 2014/15 | Нью-Орлеан | 35               | 3                         | 22,1                     | 38,7                     | 28,0                                  | 74,6                               | 1,9                         | 2,5                        | 0,5                           | 0,2                           | 6,8                      | Не участвовал   | Не участвовал             | Не участвовал            | Не участвовал            | Не участвовал                         | Не участвовал                      | Не участвовал               | Не участвовал              | Не участвовал                 | Не участвовал                 | Не участвовал            |
| 2014/15 | Клипперс   | 41               | 2                         | 19,3                     | 42,7                     | 30,9                                  | 58,2                               | 2,0                         | 1,7                        | 0,7                           | 0,2                           | 7,1                      | 14              | 2                         | 17,9                     | 43,8                     | 37,1                                  | 63,2                               | 1,7                         | 1,1                        | 0,7                           | 0,3                           | 8,4                      |
| 2015/16 | Клипперс   | 67               | 7                         | 21,8                     | 43,8                     | 33,5                                  | 68,1                               | 1,9                         | 1,5                        | 0,7                           | 0,1                           | 8,9                      | 6               | 2                         | 24,0                     | 42,6                     | 23,5                                  | 66,7                               | 2,7                         | 2,7                        | 0,5                           | 0,0                           | 10,3                     |
| 2016/17 | Клипперс   | 74               | 29                        | 27,8                     | 44,2                     | 37,1                                  | 69,1                               | 2,2                         | 2,8                        | 0,6                           | 0,1                           | 12,0                     | 3               | 2                         | 30,1                     | 34,6                     | 30,8                                  | 100,0                              | 2,7                         | 0,7                        | 0,3                           | 0,3                           | 8,0                      |
| 2017/18 | Клипперс   | 61               | 59                        | 33,7                     | 42,4                     | 37,8                                  | 64,2                               | 2,4                         | 4,0                        | 1,2                           | 0,3                           | 15,1                     | Не участвовал   | Не участвовал             | Не участвовал            | Не участвовал            | Не участвовал                         | Не участвовал                      | Не участвовал               | Не участвовал              | Не участвовал                 | Не участвовал                 | Не участвовал            |
| 2018/19 | Вашингтон  | 29               | 2                         | 23,5                     | 39,2                     | 31,1                                  | 54,3                               | 2,4                         | 2,0                        | 0,6                           | 0,3                           | 7,2                      | Не участвовал   | Не участвовал             | Не участвовал            | Не участвовал            | Не участвовал                         | Не участвовал                      | Не участвовал               | Не участвовал              | Не участвовал                 | Не участвовал                 | Не участвовал            |
| 2018/19 | Хьюстон    | 47               | 13                        | 28,6                     | 41,3                     | 32,1                                  | 51,0                               | 1,9                         | 2,3                        | 0,6                           | 0,3                           | 8,7                      | 10              | 0                         | 21,5                     | 43,5                     | 45,7                                  | 66,7                               | 2,1                         | 1,0                        | 0,5                           | 0,1                           | 7,4                      |
| 2019/20 | Хьюстон    | 68               | 4                         | 23,4                     | 42,1                     | 35,6                                  | 70,3                               | 2,6                         | 1,7                        | 0,7                           | 0,1                           | 8,8                      | 12              | 0                         | 17,6                     | 31,1                     | 25,7                                  | 76,9                               | 2,5                         | 1,3                        | 0,6                           | 0,1                           | 4,8                      |
| 2020/21 | Нью-Йорк   | 21               | 2                         | 21,1                     | 43,0                     | 36,4                                  | 71,4                               | 2,2                         | 2,0                        | 0,6                           | 0,0                           | 7,3                      | Не участвовал   | Не участвовал             | Не участвовал            | Не участвовал            | Не участвовал                         | Не участвовал                      | Не участвовал               | Не участвовал              | Не участвовал                 | Не участвовал                 | Не участвовал            |
| 2020/21 | Денвер     | 15               | 5                         | 26,9                     | 41,8                     | 37,5                                  | 70,6                               | 2,3                         | 2,6                        | 1,2                           | 0,1                           | 8,7                      | 10              | 9                         | 30,5                     | 43,5                     | 41,3                                  | 81,3                               | 1,7                         | 2,1                        | 0,2                           | 0,3                           | 9,2                      |
|         | Всего      | 588              | 156                       | 24,4                     | 41,8                     | 35,0                                  | 64,6                               | 2,1                         | 2,3                        | 0,7                           | 0,2                           | 9,1                      | 55              | 15                        | 22,1                     | 40,9                     | 35,9                                  | 72,3                               | 2,1                         | 1,5                        | 0,5                           | 0,2                           | 7,7                      |

### Статистика в колледже
| Сезон                                                                                   | Команда | GP | GS | MPG  | FG%  | 3P%  | FT%  | RPG | APG | SPG | BPG | PPG  |  |
| --------------------------------------------------------------------------------------- | ------- | -- | -- | ---- | ---- | ---- | ---- | --- | --- | --- | --- | ---- |  |
| 2009/10                                                                                 | Дьюк    | 34 | 33 | 32,2 | 43,3 | 36,5 | 65,8 | 3,4 | 2,1 | 1,0 | 0,0 | 15,5 |  |
|                                                                                         | Всего   | 34 | 33 | 32,2 | 43,3 | 36,5 | 65,8 | 3,4 | 2,1 | 1,0 | 0,0 | 15,5 |  |
| Наведите курсор мыши на аббревиатуры в заголовке таблицы, чтобы прочесть их расшифровку |         |    |    |      |      |      |      |     |     |     |     |      |  |